# Langanes

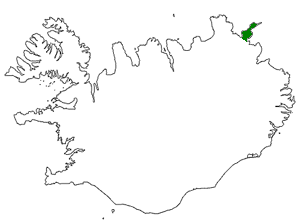
Localização da península de Langanes na Islândia.

Langanes é uma península no nordeste da Islândia. O nome significa "pico longo". Tem 40 km de comprimento de sudoeste a nordeste, e termina numa estreita faixa de terra denominada Fontur. Está rodeada pelo Þistilfjörður a noroeste e pelo Bakkaflói a sudeste, e tem altitudes de 200 a 400 metros. O ponto mais alto é Gunnólfsvíkurfjall, no sudeste da península.
Administrativamente, Langanes faz parte do município de Langanesbyggð (população de 480, em 2008). Quase toda a gente vive em Þórshöfn (Thorshofn) na costa noroeste, que tem um pequeno aeroporto.